# فيليب بافينغتون
فيليب بافينغتون (بالإنجليزية: Phillip Buffington)‏ هو لاعب كرة قدم أمريكي، ولد في 27 ديسمبر 1986 في جاكسون في الولايات المتحدة. لعب مع نادي بان.

## وصلات خارجية
- فيليب بافينغتون على موقع قاعدة بيانات كرة القدم.إي يو (الإنجليزية)